# NGC 2700
NGC 2700 је појединачна звезда у сазвежђу Хидра која се налази на NGC листи објеката дубоког неба.
Деклинација објекта је - 3° 6' 58" а ректасцензија 8h 55m 50,6s. Привидна величина (магнитуда) објекта NGC 2700 износи 12,6 а фотографска магнитуда 15,2.